# Bundesautobahn 114
De Bundesautobahn 114 (kortweg A114) is een Duitse autosnelweg in de deelstaat Berlijn. Het verbindt het oostelijke stadscentrum met de noordelijke Berlijnse Ring. De A114 werd ten tijde van de Duitse Democratische Republiek tussen 1973 en 1982 geopend. In de DDR stond deze autosnelweg intern bekend als A14.

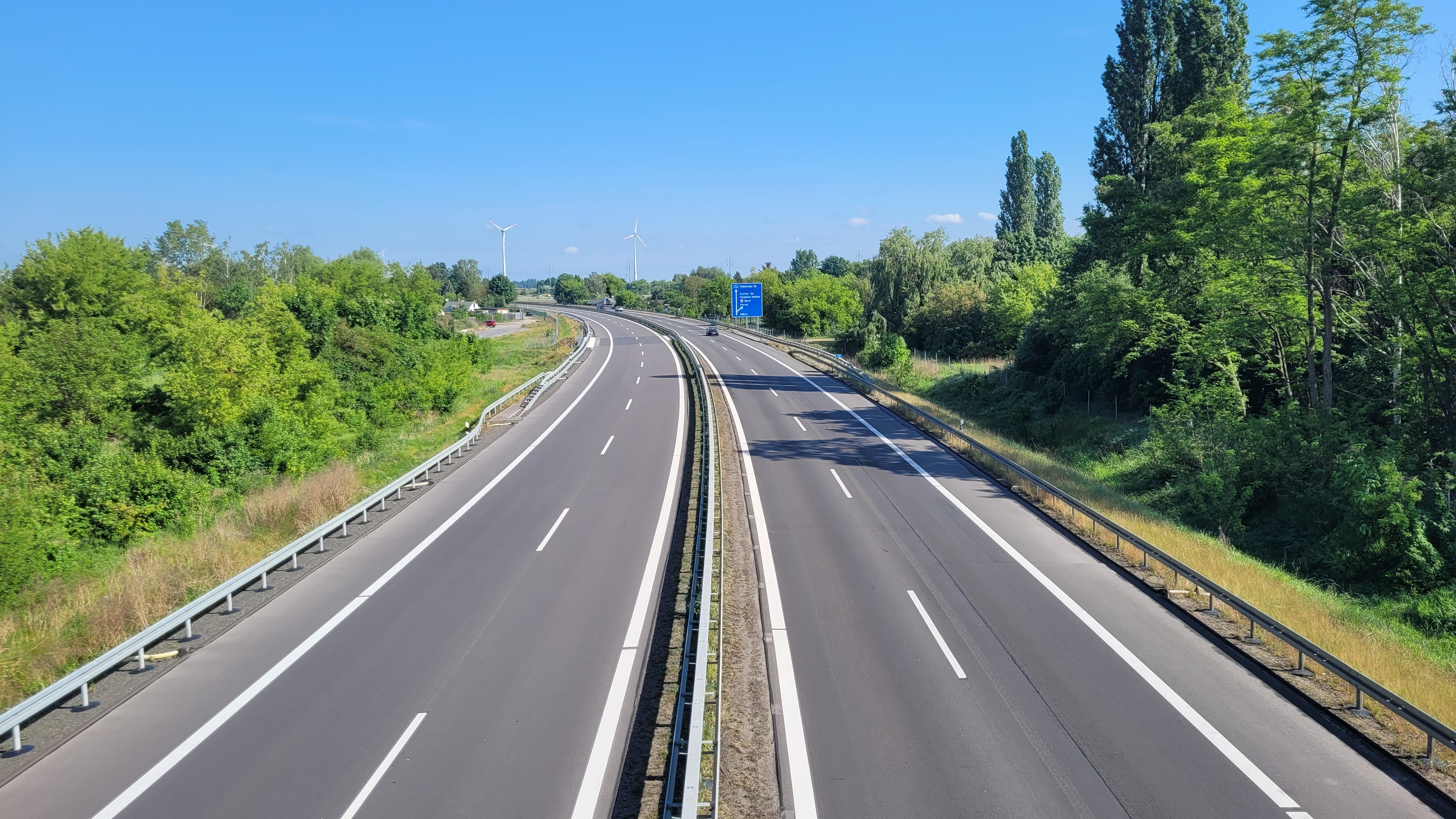
De A114 tussen de aansluitingen Pasewalker en Bucher Straße.

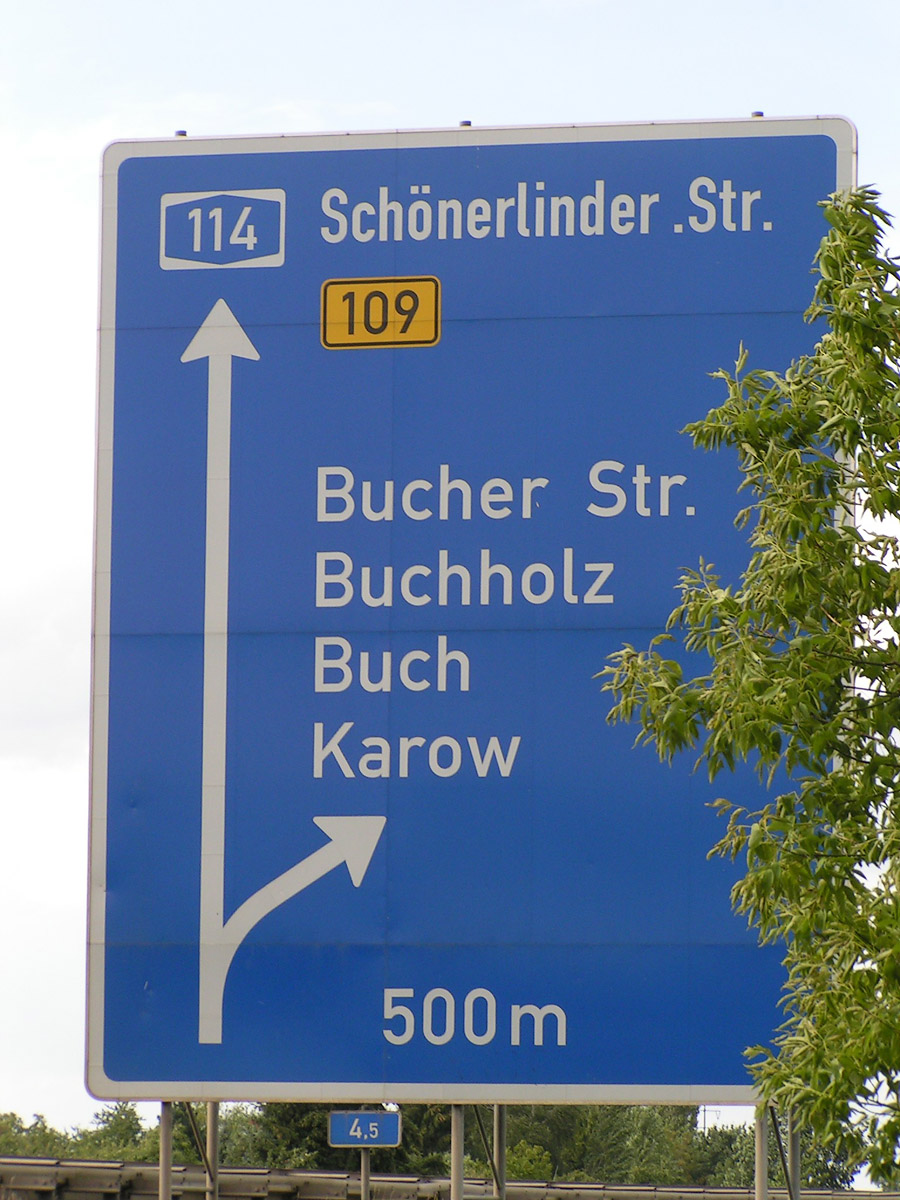
Afritbord van de aansluiting Bucher Straße.